# L'Amour de la vie - Artur Rubinstein
Pour plus de détails, voir Fiche technique et Distribution.
L'Amour de la vie - Artur Rubinstein est un film français de Gérard Patris et François Reichenbach, sorti en 1969, pour lequel ils gagnent en 1970 l'Oscar du meilleur film documentaire.

## Synopsis
Une équipe de cinéma suit pendant quelques mois le grand pianiste Arthur Rubinstein dans sa vie et ses concerts et en brosse un portrait.
« [N]ous avons fait ce début de dialogue l'année dernière [en 1967],  sans musique ; je crois que c'était peut-être mieux sans musique, cela m'a permit de parler tout le temps, ce que j'adore faire [...] J'avais tout le temps quelque chose sous mon nez, qui était un microphone, j'avais tout le temps quelques appareils qui m'attrapaient quelque part, je ne pouvais pas en échapper ! (rires) Donc j'étais absolument livré à ces deux démons et magiciens [les réalisateurs] qui ont eu le génie de pouvoir tirer quelque chose du pauvre moi, qui n'ai rien d'autre à faire que de jouer du piano pas [très] bien et de parler trop. »
— Arthur Rubinstein, sur la Croisette le 10 mai 1968, à l'occasion de la présentation officielle du documentaire, devant le micro du journaliste Sélim Sasson[voir en ligne].

## Fiche technique
- Titre original : L'Amour de la vie - Artur Rubinstein
- Réalisation : Gérard Patris et François Reichenbach
- Photographie : Jean-Michel Surel
- Production : Bernard Chevry
- Pays d'origine : France
- Format : couleurs
- Genre : biographie, documentaire, musical
- Date de sortie : 1969

## Distribution
- Artur Rubinstein
- Eliahu Inbal
- Paul Kletzki